# Chặng đua GP Pháp 2022
Chặng đua GP Pháp 2022 (tên chính thức Formula 1 Lenovo Grand Prix de France 2022) là 1 chặng đua Công thức 1 được tổ chức vào ngày 24 tháng 7 năm 2022 tại trường đua Paul Ricard ở Le Castellet, France.
Max Verstappen là tay đua giành chiến thắng, trong khi tay đua của Mercedes Lewis Hamilton và  George Russell kết thúc với vị trí thứ 2 và 3, dồng thời giúp cho đội của họ lần đầu tiên trong mùa giải có 2 tay đua trên bậc podium. Charles Leclerc mặc dù giành pole nhưng phải bỏ cuộc ở vòng 18 vì tai nạn.

## Bên lề
Chặng đua được tổ chức vào cuối tuần từ ngày 22 đến ngày 24 tháng 7. Đây là vòng thứ mười hai của Giải đua xe Công thức Một năm 2022.

### Bảng xếp hạng trước cuộc đua
Max Verstappen dẫn đầu bảng xếp hạng tay đua với khoảng cách 38 điểm với Charles Leclerc, trong khi Sergio Pérez ở vị trí thứ 3, dưới Leclerc 19 điểm. Red Bull Racing dẫn đầu bảng xếp hạng đội đua, dẫn trước Ferrari 56 điểm và Mercedes 122 điểm.

### Tham dự
Các tay đua và đội đua đều nằm trong danh sách tham gia mùa giải. Không có thêm tay đua dự bị cho cuộc đua. Nyck de Vries lái xe cho Mercedes thay cho Lewis Hamilton và Robert Kubica lái cho Alfa Romeo thay cho Valtteri Bottas, trong buổi tập đầu tiên.
Chặng đua đánh dấu lần tham gia chặng F1 thứ 300 của Lewis Hamilton.

### Lốp xe
Pirelli đã cung cấp các lốp C2, C3 và C4 (tương ứng là cứng, trung bình và mềm) để các đội sử dụng tại chặng đua.

### Đua thử
Hai buổi đua thử đầu tiên diễn ra vào ngày 22 tháng 7, trong khi buổi đua thử thứ ba được tổ chức vào ngày 23 tháng 7 năm 2022.

## Kết quả phân hạng
Vòng đua phân hạng được tổ chức vào ngày 23 tháng 7 năm 2022.
| Pos.                | No. | Tay đua          | Đội đua                      | Kết quả phân hạng | Kết quả phân hạng | Kết quả phân hạng | Kết quả cuối cùng |
| Pos.                | No. | Tay đua          | Đội đua                      | Q1                | Q2                | Q3                | Kết quả cuối cùng |
| ------------------- | --- | ---------------- | ---------------------------- | ----------------- | ----------------- | ----------------- | ----------------- |
| 1                   | 16  | Charles Leclerc  | Ferrari                      | 1:31.727          | 1:31.216          | 1:30.872          | 1                 |
| 2                   | 1   | Max Verstappen   | Red Bull Racing-RBPT         | 1:31.891          | 1:31.990          | 1:31.176          | 2                 |
| 3                   | 11  | Sergio Pérez     | Red Bull Racing-RBPT         | 1:32.354          | 1:32.120          | 1:31.335          | 3                 |
| 4                   | 44  | Lewis Hamilton   | Mercedes                     | 1:33.041          | 1:32.274          | 1:31.765          | 4                 |
| 5                   | 4   | Lando Norris     | McLaren-Mercedes             | 1:32.672          | 1:32.777          | 1:32.032          | 5                 |
| 6                   | 63  | George Russell   | Mercedes                     | 1:33.109          | 1:32.633          | 1:32.131          | 6                 |
| 7                   | 14  | Fernando Alonso  | Alpine-Renault               | 1:32.819          | 1:32.631          | 1:32.552          | 7                 |
| 8                   | 22  | Yuki Tsunoda     | AlphaTauri-RBPT              | 1:33.394          | 1:32.836          | 1:32.780          | 8                 |
| 9                   | 55  | Carlos Sainz Jr. | Ferrari                      | 1:32.297          | 1:31.081          | Không có          | 191               |
| 10                  | 20  | Kevin Magnussen  | Haas-Ferrari                 | 1:32.756          | 1:32.649          | Không có          | 201               |
| 11                  | 3   | Daniel Ricciardo | McLaren-Mercedes             | 1:33.404          | 1:32.922          | N/A               | 9                 |
| 12                  | 31  | Esteban Ocon     | Alpine-Renault               | 1:33.346          | 1:33.048          | N/A               | 10                |
| 13                  | 77  | Valtteri Bottas  | Alfa Romeo-Ferrari           | 1:33.034          | 1:33.052          | N/A               | 11                |
| 14                  | 5   | Sebastian Vettel | Aston Martin Aramco-Mercedes | 1:33.285          | 1:33.276          | N/A               | 12                |
| 15                  | 23  | Alexander Albon  | Williams-Mercedes            | 1:33.423          | 1:33.307          | N/A               | 13                |
| 16                  | 10  | Pierre Gasly     | AlphaTauri-RBPT              | 1:33.4392         | N/A               | N/A               | 14                |
| 17                  | 18  | Lance Stroll     | Aston Martin Aramco-Mercedes | 1:33.4392         | N/A               | N/A               | 15                |
| 18                  | 24  | Zhou Guanyu      | Alfa Romeo-Ferrari           | 1:33.674          | N/A               | N/A               | 16                |
| 19                  | 47  | Mick Schumacher  | Haas-Ferrari                 | 1:33.701          | N/A               | N/A               | 17                |
| 20                  | 6   | Nicholas Latifi  | Williams-Mercedes            | 1:33.794          | N/A               | N/A               | 18                |
| 107% time: 1:38.148 |     |                  |                              |                   |                   |                   |                   |
| Nguồn:              |     |                  |                              |                   |                   |                   |                   |

Ghi chú
- ^1  – Pierre Gasly và Lance Stroll đạt thời gian vòng đua giống nhau trong vòng phân hạng. Gasly được xếp trước Stroll vì anh đạt thời gian vòng đua sớm hơn.[6]

## Chặng đua

### Kết quả chặng đua
| Pos.                                                        | No. | Driver           | Constructor                  | Laps | Time/Retired     | Grid | Points |
| ----------------------------------------------------------- | --- | ---------------- | ---------------------------- | ---- | ---------------- | ---- | ------ |
| 1                                                           | 1   | Max Verstappen   | Red Bull Racing-RBPT         | 53   | 1:30:02.112      | 2    | 25     |
| 2                                                           | 44  | Lewis Hamilton   | Mercedes                     | 53   | +10.587          | 4    | 18     |
| 3                                                           | 63  | George Russell   | Mercedes                     | 53   | +16.495          | 6    | 15     |
| 4                                                           | 11  | Sergio Pérez     | Red Bull Racing-RBPT         | 53   | +17.310          | 3    | 12     |
| 5                                                           | 55  | Carlos Sainz Jr. | Ferrari                      | 53   | +28.872          | 19   | 111    |
| 6                                                           | 14  | Fernando Alonso  | Alpine-Renault               | 53   | +42.879          | 7    | 8      |
| 7                                                           | 4   | Lando Norris     | McLaren-Mercedes             | 53   | +52.026          | 5    | 6      |
| 8                                                           | 31  | Esteban Ocon     | Alpine-Renault               | 53   | +56.959          | 10   | 4      |
| 9                                                           | 3   | Daniel Ricciardo | McLaren-Mercedes             | 53   | +1:00.372        | 9    | 2      |
| 10                                                          | 18  | Lance Stroll     | Aston Martin Aramco-Mercedes | 53   | +1:02.549        | 15   | 1      |
| 11                                                          | 5   | Sebastian Vettel | Aston Martin Aramco-Mercedes | 53   | +1:04.494        | 12   |        |
| 12                                                          | 10  | Pierre Gasly     | AlphaTauri-RBPT              | 53   | +1:05.448        | 14   |        |
| 13                                                          | 23  | Alexander Albon  | Williams-Mercedes            | 53   | +1:08.565        | 13   |        |
| 14                                                          | 77  | Valtteri Bottas  | Alfa Romeo-Ferrari           | 53   | +1:16.666        | 11   |        |
| 15                                                          | 47  | Mick Schumacher  | Haas-Ferrari                 | 53   | +1:20.394        | 17   |        |
| 162                                                         | 24  | Zhou Guanyu      | Alfa Romeo-Ferrari           | 47   | Power unit2      | 16   |        |
| Ret                                                         | 6   | Nicholas Latifi  | Williams-Mercedes            | 40   | Collision damage | 18   |        |
| Ret                                                         | 20  | Kevin Magnussen  | Haas-Ferrari                 | 37   | Collision damage | 20   |        |
| Ret                                                         | 16  | Charles Leclerc  | Ferrari                      | 17   | Accident         | 1    |        |
| Ret                                                         | 22  | Yuki Tsunoda     | AlphaTauri-RBPT              | 17   | Undertray        | 8    |        |
| Fastest lap: Carlos Sainz Jr. (Ferrari) – 1:35.781 (lap 51) |     |                  |                              |      |                  |      |        |
| Nguồn:                                                      |     |                  |                              |      |                  |      |        |

Ghi chú
- ^1  – Tay đua giành fastest lap sẽ được 1 điểm.[9]
- ^2  – Chu Quán Vũ được xếp loại là hoàn thành hơn 90% quãng đường của cuộc đua.[8] Anh đã phải nhận một hình phạt năm giây vì đã gây ra một vụ va chạm với Mick Schumacher. Vị trí kết thúc của anh không bị ảnh hưởng bởi hình phạt.[8]

## Bảng xếp hạng sau cuộc đua
|         | Vị trí | Tay đua          | Điểm |
| ------- | ------ | ---------------- | ---- |
|         | 1      | Max Verstappen   | 233  |
|         | 2      | Charles Leclerc  | 170  |
|         | 3      | Sergio Pérez     | 163  |
|         | 4      | Carlos Sainz Jr. | 144  |
|         | 5      | George Russell   | 143  |
| Source: |        |                  |      |

|         | Vị trí | scope="col" Đội đua  | Điểm |
| ------- | ------ | -------------------- | ---- |
|         | 1      | Red Bull Racing-RBPT | 396  |
|         | 2      | Ferrari              | 314  |
|         | 3      | Mercedes             | 270  |
| 1       | 4      | Alpine-Renault       | 93   |
| 1       | 5      | McLaren-Mercedes     | 89   |
| Source: |        |                      |      |

- Ghi chú: Chỉ năm vị trí hàng đầu được hiển thị cho cả hai bảng xếp hạng.